# Cantonul Saint-Gervais-d'Auvergne
Cantonul Saint-Gervais-d'Auvergne este un canton din arondismentul Riom, departamentul Puy-de-Dôme, regiunea Auvergne, Franța.

## Geografie
Acest canton este organizat în jurul localității Saint-Gervais-d'Auvergne din districtul Riom. Altitudinea sa variază de la 360 m (Ayat-sur-Sioule) la 803 m (Gouttières) pentru o altitudine medie de 681 m.

## Istorie
Din 1833 până în 1842, cantoanele Manzat și Saint-Gervais-d'Auvergne aveau același consilier general. Numărul consilierilor generali a fost limitat la 30 pe departament1.
Redistribuirea arondismentelor în 1926 și 1942 nu a afectat cantonul Saint-Gervais-d'Auvergne.
Cantonul a fost desființat în 2015 ca urmare a redistribuirii cantoanelor din Puy-de-Dôme, aplicată pe 25 februarie 2014 prin decret: cele 10 municipalități integrează noul canton Saint-Éloy-les-Mines2.

## Comune
- Ayat-sur-Sioule
- Biollet
- Charensat
- Espinasse
- Gouttières
- Sainte-Christine
- Saint-Gervais-d'Auvergne (reședință)
- Saint-Julien-la-Geneste
- Saint-Priest-des-Champs
- Sauret-Besserve